# Zomicarpa steigeriana
Zomicarpa steigeriana är en kallaväxtart som beskrevs av Carl Maximowicz och Heinrich Wilhelm Schott. Zomicarpa steigeriana ingår i släktet Zomicarpa och familjen kallaväxter. Inga underarter finns listade.